# Lotus tetragonolobus
Espèce
Classification phylogénétique
Lotus tetragonolobus, le pois asperge, est une espèce de plantes à fleurs de la famille des fabacées. C'est une plante herbacée méditerranéenne. Elle est aussi appelée lotier cultivé, lotier pourpre, lotier rouge etc.
Synonyme :
- Tetragonolobus purpureus Moench

## Distribution
On trouve la plante sur le pourtour du bassin méditerranéen. En France, elle se situe sur le littoral des Alpes-Maritimes et du Var.